# Notgrundet (vid Långön, Raseborg)
Notgrundet är en ö i Finland. Den ligger i Finska viken och i kommunen Raseborg i den ekonomiska regionen  Raseborg i landskapet Nyland, i den södra delen av landet. Ön ligger omkring 70 kilometer väster om Helsingfors.
Öns area är 0,6 hektar och dess största längd är 170 meter i öst-västlig riktning.